# Sos de demon
Sos de demon (Engels: Sos the Rope) is een sciencefictionroman uit 1970 van de Amerikaanse schrijver Piers Anthony. Sos de demon is het eerste deel uit de Battle Circle-trilogie. Het tweede deel verscheen nog in het Nederlands onder de titel Var de stok (Var the stick), deel drie bleef onvertaald naar het Nederlands (Neq the sword). 

## Synopsis
Na een nucleaire oorlog is de aarde bijna verwoest en in ieder geval minder bevolkt. Sommige gebieden zijn nog niet toegankelijk vanwege de hoge dosis ioniserende straling. De wereldbevolking is onderverdeeld in twee groepen. De onder- en bovengrondsen balanceren in evenwicht. De ondergrondsen faciliteren de wereldbevolking, maar houden door camera’s de bovenwereld in de gaten, zodat het niet weer uit de hand loopt.
In die wereld ontmoeten Sol en Sol elkaar. De ene Sol hanteert als wapen het zwaard; de andere kan uitstekend touw als wapen gebruiken. Sol de touwvechter verliest de strijd en is gedwongen zijn naam te wijzigen: Sos (Sos the rope). In plaats van tot het bittere eind door te vechten besluiten zij samen een nieuwe stam op te richten, medeavonturier hierin is de mooie Sola. Deze stam begint met een kampement op een wel toegankelijke vlakte. Zij daagt andere stammen en mensen uit om met hen te vechten. In de loop der jaren ontstaat een echte gemeenschap. Sol en Sos zijn echter geen maatjes meer van elkaar, daartoe gedwongen door Sola. Zij heeft een dochter Soli van Sos, maar Sol heeft haar “armband” (gewonnen). Sos en Sol zijn daardoor min of meer gedwongen eeuwig met elkaar te vechten, maar willen beiden hun vriend daarin niet beschadigen. Als Sos weer eens van Sol wint wordt hij “de berg” opgestuurd, alwaar hij in contact komt met de onderwereld. Deze stuur hem weer terug. De gemeenschap van Sol dreigt te groot te worden en moet ingeperkt worden of moet uit elkaar vallen. Sos wint dit keer van Sol, maar laat Sol opnieuw leven. Sola wordt door die winst ineens de vrouw van Sos, maar hun dochter Soli kiest voor Sol. Sol moet vervolgens beslissen. Hij kan zijn volk laten evolueren tot een wederom materialistische eenheid met uiteindelijk weer een wereldoorlog tot gevolg. Hij kan zijn volk ook eeuwig onderling laten strijden zonder dat er een grote uitbarsting komt.  